# Johannes Dinnebier
Johannes Dinnebier (* 21. Februar 1927 in Herrnskretschen, Tschechoslowakische Republik; † 17. Januar 2021 in Solingen) war ein deutscher Lichtplaner.

## Leben
Johannes Dinnebiers Großmutter führte mit seiner geschiedenen Mutter und seiner Tante eine Pension namens „Zum weißen Rössl“. Er schloss die Handelsakademie in Böhmen ab.
Mit 17 Jahren wurde er zur Ostfront des Zweiten Weltkriegs eingezogen, danach diente er im Katastropheneinsatz in Dresden. Die Großmutter floh mit ihren Töchtern nach Kassel; Dinnebier verblieb vorerst in der Tschechoslowakei, wo er kurzzeitig verhaftet wurde. 1945 floh er nachts über die Elbe und traf in Kassel seine Familie wieder. Hier lebten sie zeitweise auf dem Dachboden einer Scheune. Dinnebier pflückte Kirschen und Äpfel, die er verkaufte. Im Sommer kellnerte er auf der Insel Norderney, im Winter in einem Hotel auf der Zugspitze, zusätzlich verdingte er sich als Eselstreiber und Skilehrer. Er erlernte die handwerklichen Grundsätze des Gerbens von Fellen und der Herstellung von Schuhen. Auf einem Trümmergrundstück in Kassel baute er für die Großmutter ein Ladengeschäft, für das der Raumkünstler Arnold Bode seinen Sohn, einen Architekten, zur Erstellung der Pläne vermittelte.
Ab 1952 entwickelte Dinnebier in der Düsseldorfer Graf-Adolf-Straße 49 Beleuchtungskonzepte in Zusammenarbeit mit Architekten wie Egon Eiermann. Aus Buchenholz stellte er Kugeln her, die er zu Lampen montierte und verkaufte. Andere Leuchtobjekte stellte er aus überschüssigem Rüstungsmaterial her. Hier traf er seine spätere Ehefrau Lisa, die er 1954 heiratete und mit der er in Düsseldorf das Lampengeschäft Licht im Raum eröffnete. In Solingen beteiligte er sich 1962 an der Restaurierung der Bausmühle; das erste Objekt, das die Stadt Solingen unter Denkmalschutz stellte. Hier gründete er 1965 die Firma Dinnebier Licht.
1972 etablierte er im Schloss Lüntenbeck von Wuppertal das Planungsbüro Atelier Lichtplanung Dinnebier KG, den Vorläufer der heutigen Dinnebier Licht GmbH, wo er mit seinem Team Lichtlösungen und leuchtende Objekte von der Planung bis zur Ausführung entwickelte. Dinnebier setzte seine Lichtkonzepte an internationalen Standorten um, darunter Saudi-Arabien und Pakistan. Zu seinen Projekten gehörten Weltausstellungen, Flughäfen und Stadträume sowie Kirchen und künstlerische Lichtobjekte, insgesamt illuminierte er über 5.000 Plätze. Neben seinem Planungsbüro etablierte er in Wuppertal eine Manufaktur zur Produktion von eigenen Serienleuchten. Das Düsseldorfer Geschäft zog 2020 nach Solingen um.
Johannes Dinnebier zählt sich zur Avantgarde. Er wird als „erster Lichtplaner Deutschlands“ bezeichnet. Seit 1991 ist er das 500. Mitglied im Verein der Freunde und Alumni der Bergischen Universität.
Dinnebier hat fünf Kinder; Antonia, Jan, Sonja, Jenny und Julia, die in Teilen das Familiengeschäft weiterführen. Julia (Jule) Dinnebier betreibt mit ihrem Ehemann Daniel Klages die Firmen Licht im Raum, Dinnebier Licht und Lichtturm, die die Bereiche Design-Leuchten, Lichtplanung und professionelle Nutzung des Solinger Lichturms des Familienbetriebs weiterführen; Antonia Dinnebier ist als Landschaftsplanerin und Autorin bekannt und hat mit ihrer Schwester Sonja das tägliche Geschäft der Verwaltung von Schloss Lüntenbeck übernommen. Jan Dinnebier beschäftigt seit 1998 in seinem Berliner Beleuchtungsunternehmen ein Team von Architekten, Licht- und Produktexperten.

## Werk (Auswahl)
Beleuchtete Objekte in Wuppertal:
- 1975 – Lichtsäule am Kerstenplatz, eingeweiht am 8. November 1975 (eine ähnliche Lichtsäule, jedoch mit 5 Reflektoren und einer Höhe von 18 m, steht vor dem Kulturzentrum in Wolfsburg, Architekt Alvar Aalto, Finnland)

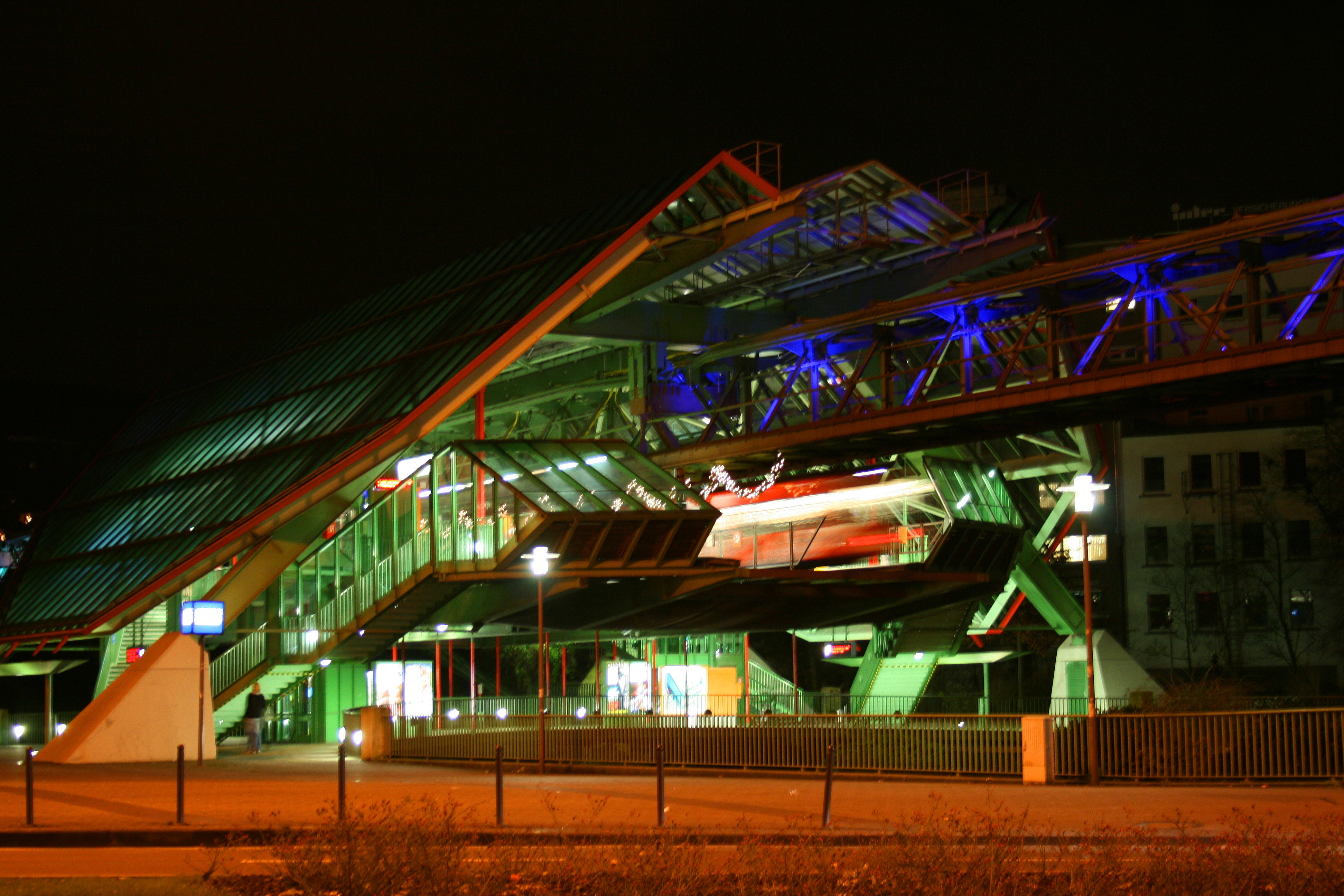
„Lampenfieber“, Wuppertal

- 1980 – Beleuchtung der Immanuelskirche in Oberbarmen
- 1988 – Beleuchtung der Erlöserkirche in Barmen
- 1989 – Ausleuchtung des Von der Heydt-Museums in Elberfeld
- 1995 – Stadthalle Wuppertal in Elberfeld
- 2003 – Lampenfieber; Lichtwelle, welche die Züge der Wuppertaler Schwebebahn entlang ihres tragenden Gerüsts bis Sommer 2019 auf der Fahrt durch das Tal der Wupper begleitete. Anfang 2020 fiel die Entscheidung, dass die Installation nicht wieder in Betrieb genommen wird.[15]

Überregionale Projekte:
- 1958 – Mitarbeit an der Weltausstellung in Brüssel Expo 58.
- 1961 – Beleuchtung der Commerzbank Düsseldorf.
- 1967 – Beleuchtung der Weltausstellung in Montreal Expo 67 sowie Ausstellung eigener Exponate wie einer 24 Meter hohen Edelstahlsäule.

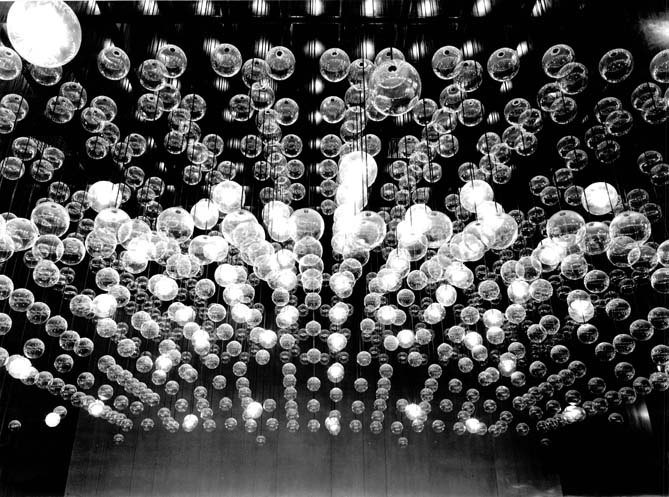
Grand Foyer im Flughafen Istanbul-Atatürk

- 1967 – Planung und Ausführung der Deutschen Sektion bei der Triennale in Mailand; Beleuchtung des Königspalastes von Nepal, der Oper Istanbul, des Flughafens Istanbul, des Flughafens Moskau, der Beethovenhalle in Bonn, der Theater in Bonn (1965), Solingen und Würzburg, der Oper in Dortmund (1966) sowie des Bundeskanzleramts in Bonn. Beleuchtung vieler Kirchen, unter anderem des Trierer Doms und des Eichstätter Doms.
- 1969 – Beleuchtung der Neuen Messe Düsseldorf.
- 1973 – Beleuchtung des Forums Leverkusen.
- 1974 – „Lotto-Deckenbeleuchtung“, bundesweit.
- 1976 – Beleuchtung der DKV Deutschen Krankenversicherung, Köln.
- 1979 – Beleuchtung des Schulzentrums Dörpen.
- 1981 – Beleuchtung der Siegerlandhalle, Siegen.
- 1985 – Beleuchtung der Schah-Faisal-Moschee in Islamabad, Teile des Diplomatic Quarter in Riad, dort Planung und Ausführung eines Licht-Klima-Zeltes (1986).
- 1991 – Beleuchtung des Bayer Dialogzentrums.
- 1993 – Lichtturm, Solingen.
- 1994 – Beleuchtung des Sächsischen Landtags, Dresden.
- 2000 – Beleuchtung des Flughafens Düsseldorf.
- 2002 – Installation im Zentrum für Internationale Lichtkunst, Unna; „Lichtblicke“-Installation am Sterntor in Bonn, mit Regine Vogel.

### Galerie

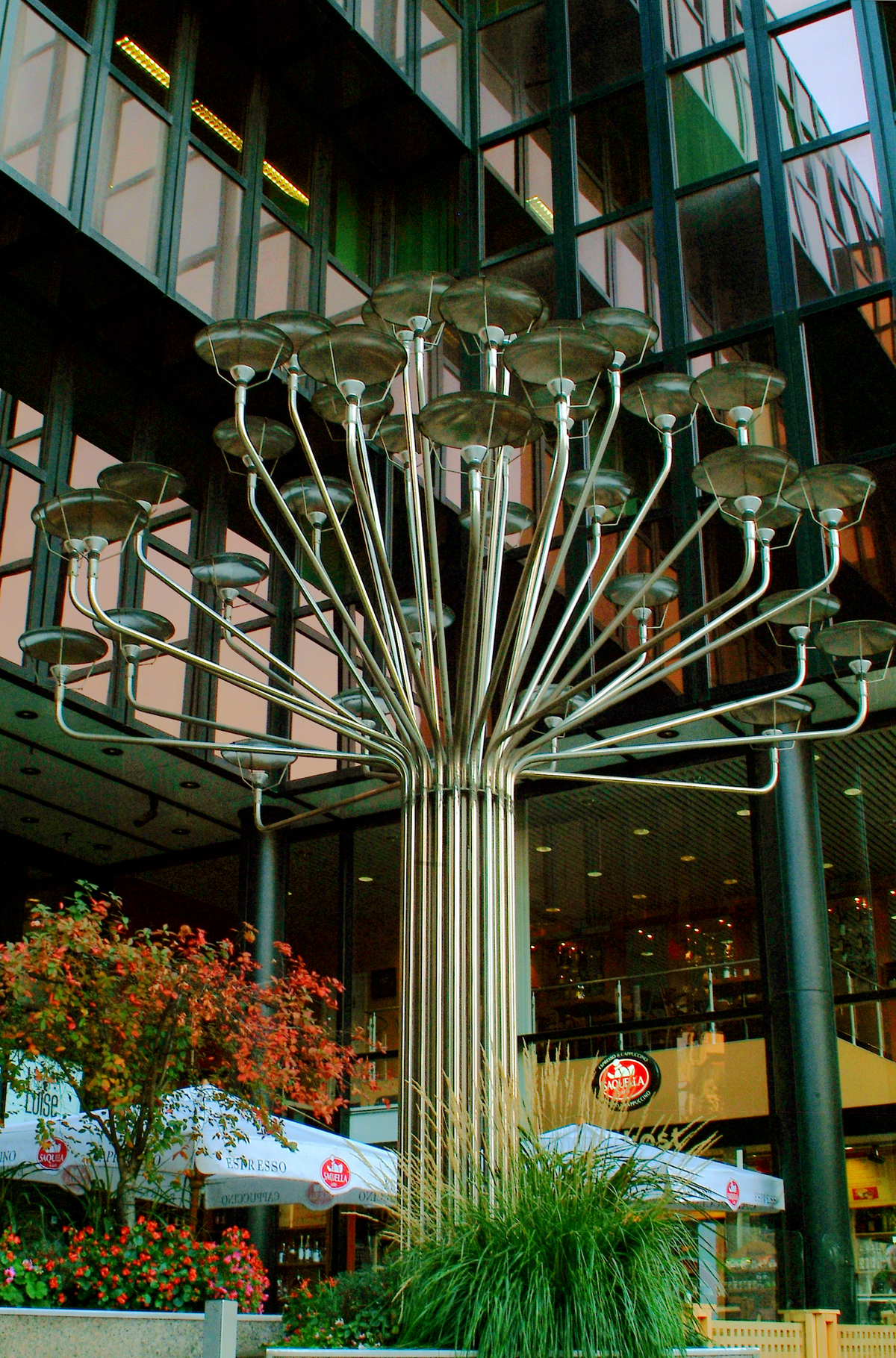
Lichtbaum, Joachimstraße in Hannover, 1987
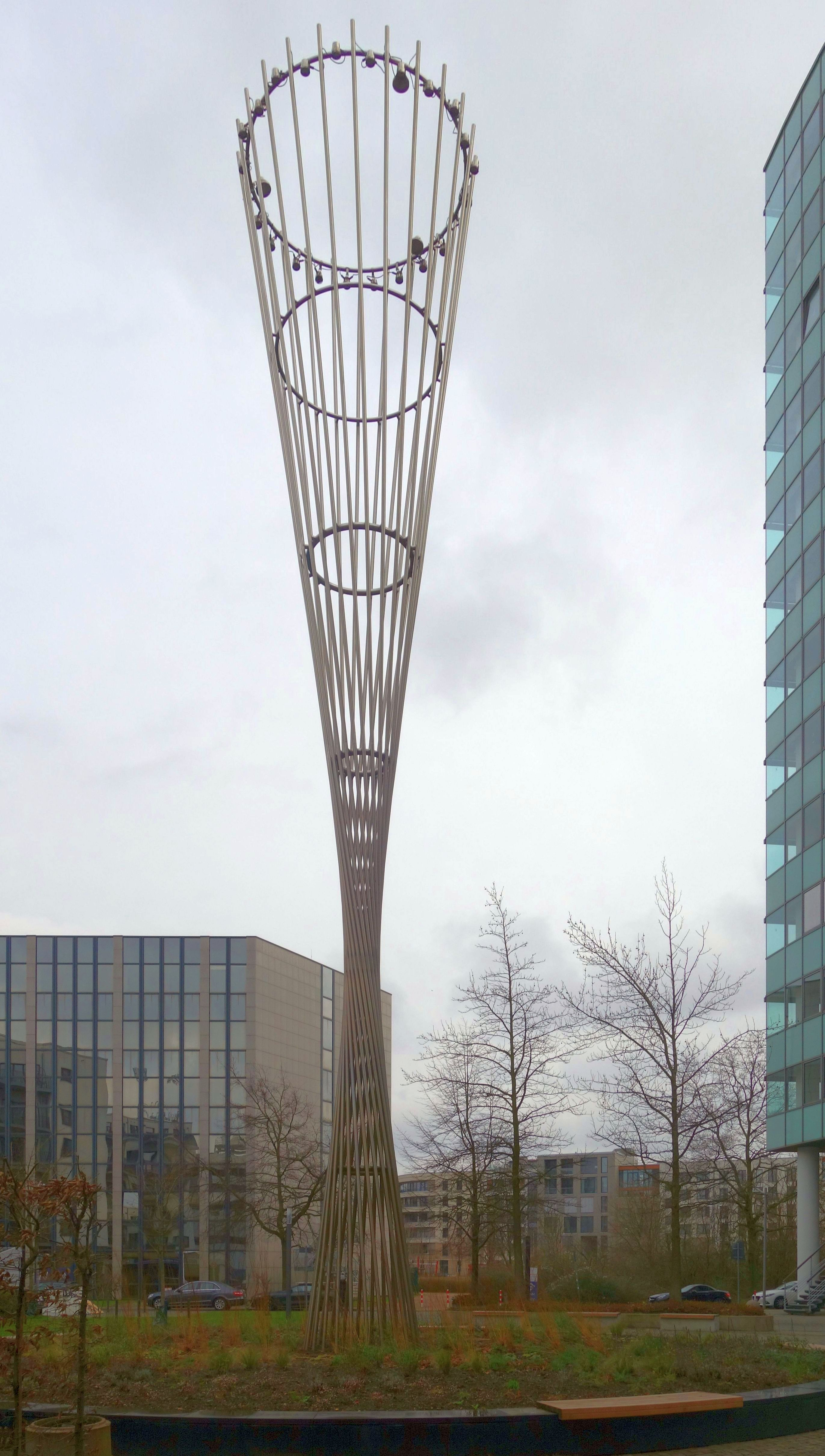
Diabolo, Düsseldorf, 1993
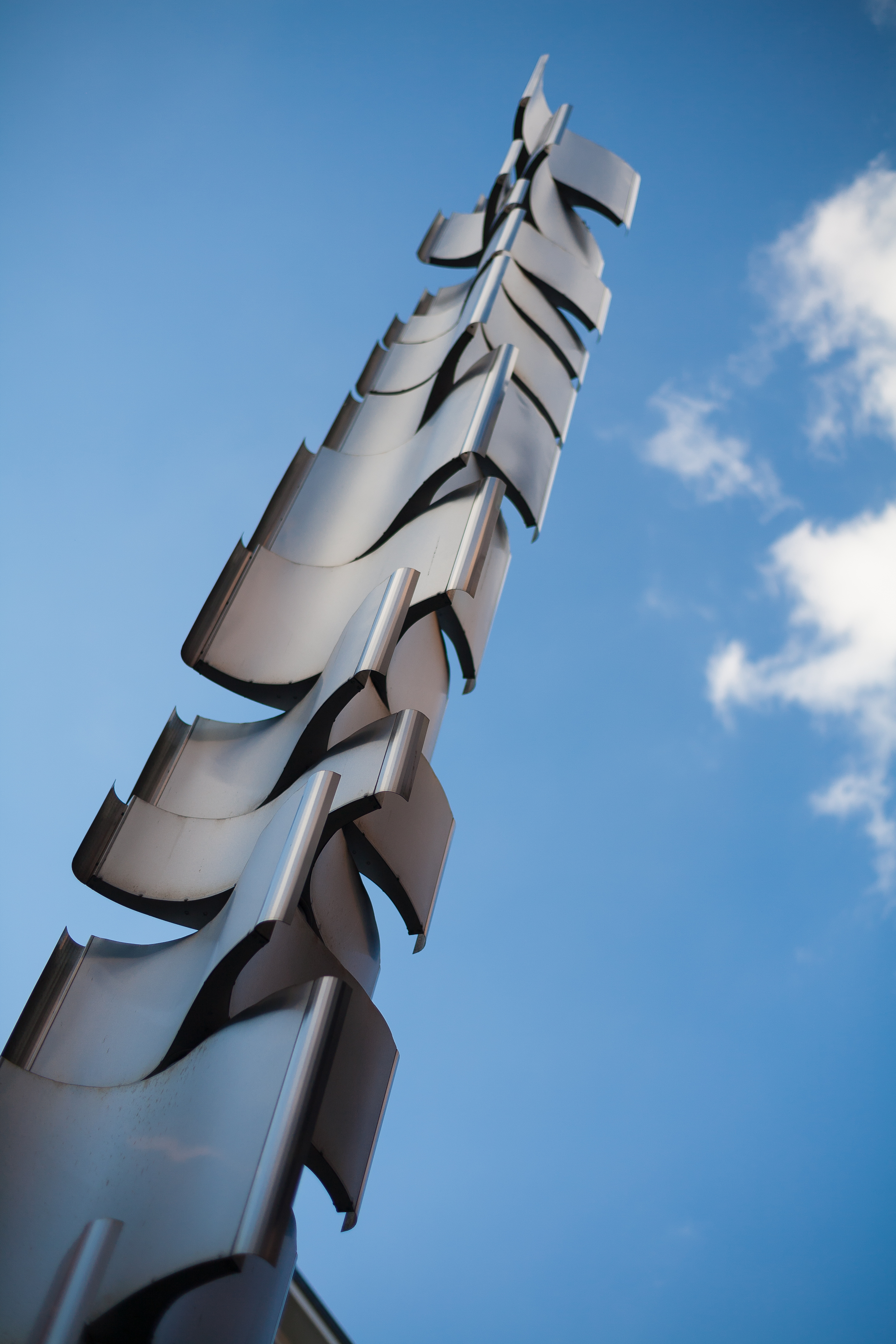
Lichtbaum, Luisenstraße in Hannover
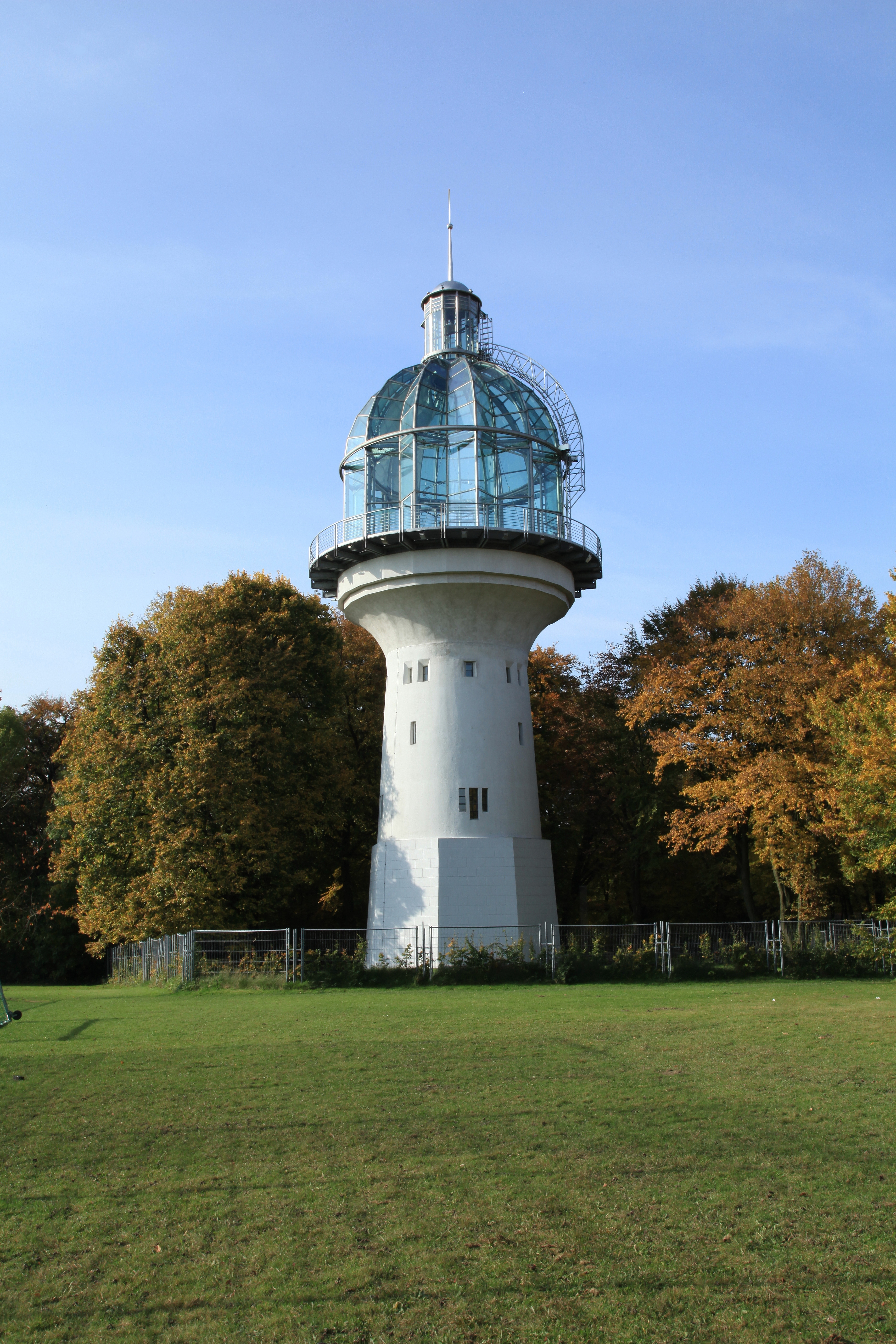
Lichtturm, Lützowstraße in Solingen-Gräfrath
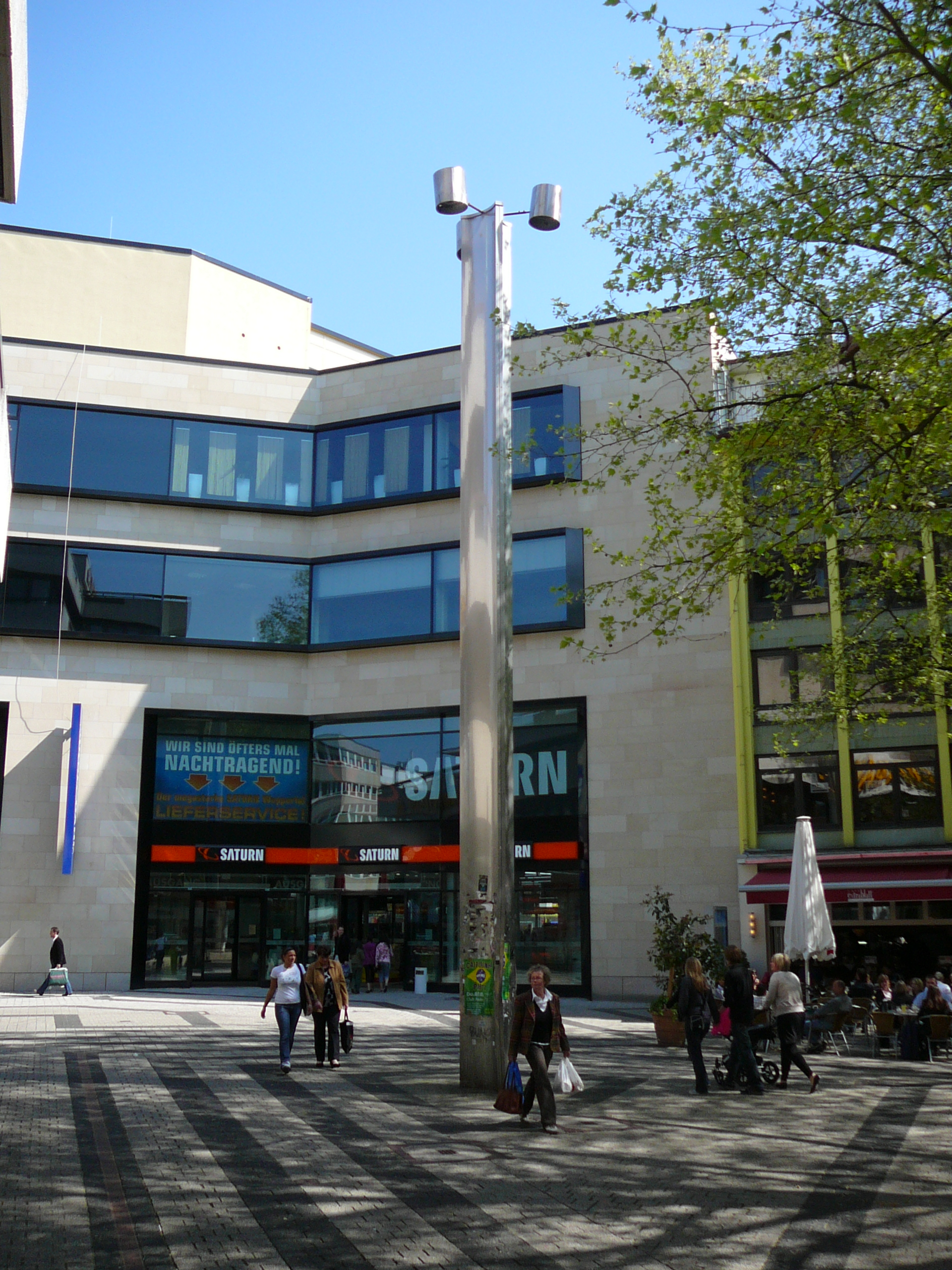
Lichtsäule, Kerstenplatz in Wuppertal

## Auszeichnungen
- Kulturpreis der „Bürgerstiftung Baden“, Stadt Solingen 1999
- Wuppertaler Stadtmarketingpreis, 2003[16]
- CREO-Preis der Gesellschaft für Kreativität, Auszeichnung für kreatives Lebenswerk des Teams Dinnebier, zusammen mit Julia Dinnebier und Schwiegersohn Daniel Klages, 2011.[17]